# Liste der Kulturdenkmäler in Saarburg
In der Liste der Kulturdenkmäler in Saarburg sind alle Kulturdenkmäler der rheinland-pfälzischen Stadt Saarburg einschließlich der Stadtteile Beurig, Kahren, Krutweiler und Niederleuken aufgeführt. Grundlage ist die Denkmalliste des Landes Rheinland-Pfalz (Stand: 8. Februar 2023).

## Saarburg

### Denkmalzonen
| Bezeichnung                            | Lage | Baujahr                | Beschreibung | Bild                           |
| -------------------------------------- | --- | ---------------------- | --- | ------------------------------ |
| Denkmalzone Burg, Ober- und Unterstadt | Am Markt, Graf-Siegfried-Straße, Hosengasse, Hewerstraße, Kolpingstraße, Kunohof, Kunoweiher, Laurentiusberg, Marktplatz, Pferdemarkt, Schlossberg, Staden, Warsbergerstraße Lage |                        | Burg, Oberstadt und Ufersiedlung in dem von der Befestigung vorgegebenen Umfang und daran anschließend im Westen der Marktplatz am Kunoweiher und im Osten die ehemalige Glockengießerei Mabilon (Staden 130) | Fotos hochladen                |
| Denkmalzone Burg Saarburg              | Auf der Burg Lage | 10. Jahrhundert        | erzbischöfliche Burg; Höhenburg, Gründung im 10. Jahrhundert, Ausbau im 13. und 14. Jahrhundert, im 18. Jahrhundert Ruine, Sicherung in den 1890er Jahren; unterer Burghof und oberer Burghof, Ring- und Böschungsmauern, Burghaus (14. Jahrhundert), romanisches Turmhaus (12. Jahrhundert); mit Umgebung | weitere Bilder Fotos hochladen |
| Denkmalzone Stadtbefestigung           | | 14. Jahrhundert        | Reste der im 14. Jahrhundert begonnenen Stadtummauerung von Oberstadt und seit 1671 von Unterstadt, einschließlich des Leukkessels mit Tümpelmauer; erhaltene Teile: Oberer Kunohofturm (Kunohof 3), ehemaliger Torturm, daran Wohnhaus von 1868; Laurentiustor, Torturm; Laurentiuspforte, Mauerpforte; Uferpforte am Staden, Mauerpforte, Ufermauer, 1671; Reste der Stadtmauer Graf-Siegfried-Straße, Hosengasse, an der Leuk, zwischen Kunohofturm und Kautentürmchen, Staden 17, Staden 45, Staden 130, Laurentiusberg 31 | Fotos hochladen                |
| Denkmalzone Christlicher Friedhof      | Friedensaue 28 Lage | 1855                   | 1855 angelegt; Friedhofskreuz, bezeichnet 1856; zahlreiche Grabmäler des 19. und 20. Jahrhunderts (Familie Mungenast († 1899), Rotsandstein-Obelisk mit Schauwand; Familie Schuster, Cippus, um 1890; Familie Mabilon († 1894), neugotisch; Familie Reinart († 1889), Schauwand mit Sandsteinkreuz; Familie Didas (Ende des 19. Jahrhunderts), Ädikula; Priestergrab († 1860), Schauwand, Sandsteinskulptur; F. Geltz († 1925), klassizierende Schauwand; C. M. F. von Auer († 1869), neugotisch)                              | Fotos hochladen                |
| Denkmalzone Graf-Siegfried-Straße      | Graf-Siegfried-Straße 83, 85, 87, 91, 93 Lage | frühes 20. Jahrhundert | kennzeichnendes Straßenbild aus freistehenden, von der Straße durch Vorgärten abgerückte Villen und Wohnhäusern in Hanglage, frühes 20. Jahrhundert, vielgliedrige späthistoristische Putzbauten | Fotos hochladen                |

### Einzeldenkmäler
| Bezeichnung                            | Lage                                        | Baujahr                             | Beschreibung | Bild                           |
| -------------------------------------- | ------------------------------------------- | ----------------------------------- | --- | ------------------------------ |
| Leukbrücken                            | Lage                                        | 17. und 18. Jahrhundert             | drei einbogige Brücken, 17. Jahrhundert, 1787 und Ende des 18. Jahrhunderts | Fotos hochladen                |
| Weingut Rheinhart                      | Am Fruchtmarkt 1 Lage                       | um 1830                             | klassizistisches Wohnhaus, um 1830; Erweiterung 1890, Kelterhaus und Keller 1888 | Fotos hochladen                |
| Haus Singer                            | Am Markt 2 Lage                             | 1766                                | stattlicher barocker Mansardwalmdachbau, 1766 | Fotos hochladen                |
| Wohn- und Geschäftshaus                | Am Markt 4 Lage                             | 1913                                | dreigeschossiges Wohn- und Geschäftshaus, neubarocker Mansardwalmdachbau, 1913 | BW                             |
| Kurfürstliches Amtsgericht             | Am Markt 6 Lage                             | 18. Jahrhundert                     | ehemaliges kurfürstliches Amtsgericht; dreigeschossiger Putzbau, 18. Jahrhundert, Erneuerung im 19. Jahrhundert                                                                                 | Fotos hochladen                |
| Wohn- und Geschäftshaus                | Am Markt 8 Lage                             | 17. Jahrhundert                     | dreigeschossiges Wohn- und Geschäftshaus, 17. Jahrhundert | BW                             |
| Wohn- und Geschäftshäuser              | Am Markt 9 Lage                             | 17. Jahrhundert                     | dreigeschossige Wohn- und Geschäftshäuser, Doppelhaus, teilweise Fachwerk, 17. Jahrhundert; klassizistisches Wohnhaus, Mitte des 19. Jahrhunderts                                               | BW                             |
| Wohnhaus                               | Am Markt 15 Lage                            | 17. Jahrhundert                     | dreigeschossiges Zweifensterhaus mit abgewalmtem Giebel, 17. Jahrhundert | BW                             |
| Wohn- und Geschäftshaus                | Am Markt 17/19 Lage                         | 1604                                | Wohn- und Geschäftshaus; Renaissance-Giebelhaus, bezeichnet 1604, barocke Umbauten | BW                             |
| Haus Staadt                            | Am Markt 21 Lage                            | 1762                                | dreigeschossiger Mansarddachbau, 1762, Umbau 1827 | BW                             |
| Haus Hewer                             | Am Markt 23 Lage                            | Anfang des 18. Jahrhunderts         | dreigeschossiges Wohn- und Geschäftshaus, Anfang des 18. Jahrhunderts, Ladeneinbau und Überformung im späten 19. Jahrhundert                                                                    | BW                             |
| Wohn- und Geschäftshaus                | Am Markt 27 Lage                            | um 1900                             | dreigeschossiges neugotisches Wohn- und Geschäftshaus, um 1900 | BW                             |
| Kurfürstliche Mühle                    | Am Markt 29 Lage                            | 17. und 18. Jahrhundert             | jetzt Museum; ehemalige kurfürstliche Mühle; dreigeschossiger Mansardwalmdachbau, 17. und 18. Jahrhundert, im Kern mittelalterlich                                                              | Fotos hochladen                |
| Warsberger Hof                         | Boemundhof 17/Schloßberg 6 Lage             | Ende des 16. Jahrhunderts           | jetzt Verbandsgemeindeverwaltung; dreiflügelige Hofanlage, Ende des 16. Jahrhunderts, Erneuerung und Erweiterung im 17. Jahrhundert, Umgestaltung 1900, Turmbelvedere 1895                      | Fotos hochladen                |
| Hotel „Zur Post“                       | Graf-Siegfried-Straße 23 Lage               | erste Hälfte des 16. Jahrhunderts   | stattlicher dreigeschossiger abgewalmter Mansarddachbau, im Kern aus der ersten Hälfte des 16. Jahrhunderts, Erneuerung im 18. Jahrhundert; neugotisches Gartenhäuschen, frühes 19. Jahrhundert | BW                             |
| Neues Rathaus                          | Graf-Siegfried-Straße 32 Lage               | 1906                                | repräsentativer historistischer Walmdachbau, 1906, Architekt Karl Flacke | Fotos hochladen                |
| Villenanlage                           | Graf-Siegfried-Straße 40/42 Lage            | um 1905                             | Villenanlage, Jugendstil, um 1905, Architekt Karl Flacke | Fotos hochladen                |
| Hubertuskapelle                        | Graf-Siegfried-Straße 53 Lage               | 1912                                | oktogonaler Putzbau mit welscher Haube, 1912, Architekt Karl Flacke | Fotos hochladen                |
| Wohnhaus                               | Graf-Siegfried-Straße 54 Lage               | um 1910                             | Wohnhaus, neubarocker Walmdachbau, um 1910 | Fotos hochladen                |
| Wohnhaus                               | Graf-Siegfried-Straße 58 Lage               |                                     | Wohnhaus, Reformarchitektur, Architekt Hans Ehrmann | Fotos hochladen                |
| Gymnasium Saarburg                     | Graf-Siegfried-Straße 72 Lage               | 1884–87                             | ehemaliges Lehrerinnen-Seminar; wuchtiger gegliederter Quaderbau mit Walmdach, 1884–87, Architekt Endell                                                                                        | Fotos hochladen                |
| Kriegerdenkmal                         | Heckingstraße, an Nr. 13 Lage               |                                     | Architekturteile, Kriegergedächtnis 1914/18; Stadtwappen | Fotos hochladen                |
| Portal                                 | Hubertusstraße, an Nr. 1 Lage               | erstes Drittel des 19. Jahrhunderts | Portal und Türblatt, erstes Drittel des 19. Jahrhunderts | BW                             |
| Justizvollzugsanstalt Saarburg         | Im Hagen 5 Lage                             | 1886                                | Gefängnis; dreiflügeliger Quaderbau, 1886, Architekt Julius Friedrich Ernst Fischer; bauliche Gesamtanlage                                                                                      | Fotos hochladen                |
| Kroatenkreuz                           | Kunohof, bei Nr. 3 Lage                     | spätes 17. Jahrhundert              | Kreuzigungsbildstock, Aufsatz aus dem späten 17. Jahrhundert, Schaft aus dem frühen 19. Jahrhundert                                                                                             | Fotos hochladen                |
| Portal                                 | Kunohof, an Nr. 8 Lage                      | 1717                                | Oberlichtportal, bezeichnet 1717 | BW                             |
| Katholisches Pfarrhaus                 | Kunohof 25 Lage                             | 1856                                | zweiflügeliger Schieferbruchsteinbau, neugotischer Bau von 1856 | Fotos hochladen                |
| Katholische Pfarrkirche St. Laurentius | Kunohof 27 Lage                             | 1855/56                             | neugotische dreischiffige Halle, 1855/56, Architekt Christoph Wilhelm Schmidt, Flankentürme gotisch 1563                                                                                        | weitere Bilder Fotos hochladen |
| Wohnhaus                               | Laurentiusberg 2 Lage                       | 1659                                | Walmdachbau, teilweise Fachwerk, bezeichnet 1659, Giebelvorbau 1809 | Fotos hochladen                |
| Wohn- und Torhaus                      | Laurentiusberg 4 Lage                       | 17. oder 18. Jahrhundert            | Wohn- und Torhaus mit Ummauerung, 17. oder 18. Jahrhundert | Fotos hochladen                |
| Portal                                 | Laurentiusberg, an Nr. 11 Lage              | 1759                                | Portal, bezeichnet 1759 | BW                             |
| Portal                                 | Laurentiusberg, an Nr. 19 Lage              | 1704                                | Portal, bezeichnet 1704 | BW                             |
| Keller                                 | Laurentiusberg 23 Lage                      |                                     | frühneuzeitliche gewölbte Kelleranlage | BW                             |
| Portal                                 | Laurentiusberg, an Nr. 35 Lage              | 1602                                | Renaissanceportal, bezeichnet 1602 | BW                             |
| Portal                                 | Laurentiusberg, an Nr. 39 Lage              | 1624                                | Portal, bezeichnet 1624 | Fotos hochladen                |
| Wasserfall                             | Leukbach Lage                               | 12. Jahrhundert                     | Wasserfall, 12. Jahrhundert; Ufermauer 1641, Erneuerung im frühen 19. Jahrhundert | Fotos hochladen                |
| Wohn- und Geschäftshaus                | Pferdemarkt 1 Lage                          | 1901                                | dreigeschossiges Wohn- und Geschäftshaus mit Walmdach, Neurenaissance, bezeichnet 1901 | Fotos hochladen                |
| Wohnhaus                               | Pferdemarkt 4 Lage                          | 1676                                | dreigeschossiger Walmdachbau, bezeichnet 1676, Umbau im 18. Jahrhundert | Fotos hochladen                |
| Spolien                                | Schlossberg, an Nr. 1 Lage                  | 17. und 18. Jahrhundert             | Architekturteile, 17. und 18. Jahrhundert | Fotos hochladen                |
| Wohnhaus                               | Schlossberg 4 Lage                          | 1782                                | zeittypischer Putzbau, bezeichnet 1782 | BW                             |
| Evangelische Pfarrkirche               | Schlossberg 11a Lage                        | 1892/93                             | neugotischer Saalbau, 1892/93, Architekt Natorp; Pfarrhaus | weitere Bilder Fotos hochladen |
| Mühlenmuseum Hackenberger Mühle        | Staden 2, 4, 6 Lage                         | 18. Jahrhundert                     | ehemalige Mühlengebäude; zweieinhalb- und dreigeschossige Gebäudegruppe im Leukkessel, im Kern aus dem 18. Jahrhundert                                                                          | weitere Bilder Fotos hochladen |
| Portal                                 | Staden, an Nr. 9 Lage                       | 1739                                | Portal, bezeichnet 1739 | Fotos hochladen                |
| Wirtschaftsgebäude                     | Staden 15 Lage                              | 1726                                | Ökonomiegebäude, bezeichnet 1726 | Fotos hochladen                |
| Portal                                 | Staden, an Nr. 20 Lage                      | 1761                                | Rokoko-Portal, bezeichnet 1761 | Fotos hochladen                |
| Wohnhaus                               | Staden 45 Lage                              | um 1700                             | dreigeschossiger frühbarocker Krüppelwalmdachbau, um 1700 | Fotos hochladen                |
| Wohn- und Lagerhaus                    | Staden 49 Lage                              | frühes 19. Jahrhundert              | klassizistisches Wohn- und Lagerhaus, frühes 19. Jahrhundert, Umbau um 1910 | Fotos hochladen                |
| Wohnhaus                               | Staden 53 Lage                              | 18. Jahrhundert                     | dreigeschossiges, im Kern barockes Wohnhaus, 18. Jahrhundert | BW                             |
| Wohnhaus                               | Staden 65 Lage                              | 1630                                | dreigeschossiger Krüppelwalmdachbau, bezeichnet 1630 | BW                             |
| Hofanlage                              | Staden 73 Lage                              | Ende des 18. Jahrhunderts           | dreiflügelige Hofanlage, Ende des 18. Jahrhunderts | BW                             |
| Wohn- und Geschäftshaus                | Staden 84 Lage                              | 1828                                | dreigeschossiges klassizistisches Wohn- und Geschäftshaus, bezeichnet 1828 | Fotos hochladen                |
| Kellnerei                              | Staden 88, 90, 92 Lage                      | frühes 17. Jahrhundert              | ehemalige Kellnerei; dreigeschossige Putzbauten, frühes 17. Jahrhundert, später unter Krüppelwalmdach zusammengefasst                                                                           | Fotos hochladen                |
| Wohnhaus                               | Staden 94 Lage                              | frühes 18. Jahrhundert              | Walmdachbau, frühes 18. Jahrhundert | BW                             |
| Wohnhaus                               | Staden 96 Lage                              | 1709                                | stattlicher dreigeschossiger Krüppelwalmdachbau, bezeichnet 1709 | Fotos hochladen                |
| Wohnhaus                               | Staden 98 Lage                              | 1715                                | dreigeschossiger barocker Krüppelwalmdachbau, bezeichnet 1715 | BW                             |
| Wohnhaus                               | Staden 100 Lage                             | um 1700                             | dreigeschossiger Zwerchgiebelhaus, um 1700 | BW                             |
| Gendarmeriekaserne                     | Staden 114 Lage                             | Ende des 17. Jahrhunderts           | ehemalige Gendarmeriekaserne; dreigeschossiger Giebelbau, Ende des 17. Jahrhunderts | Fotos hochladen                |
| Skulptur und Portal                    | Staden, an Nr. 118 Lage                     | 1670                                | Laurentius-Statue, 1670; klassizistisches Portal | BW                             |
| Portal                                 | Staden, an Nr. 120 Lage                     | 1762                                | Portal, bezeichnet 1762 | BW                             |
| Haus Mabilon                           | Staden 124 Lage                             | 17. Jahrhundert                     | stattlicher Zweiflügelbau, 17. Jahrhundert, Erweiterung 1773, Fassadenüberformung um 1913 | Fotos hochladen                |
| Glockengießerei Mabilon                | Staden 130 Lage                             | Ende des 19. Jahrhunderts           | Werkhalle mit Krüppelwalmdach, Ende des 19. Jahrhunderts | weitere Bilder Fotos hochladen |
| Bildstock                              | Staden, bei Nr. 140a Lage                   | 1741                                | Kreuzigungsbildstock, barock, 1741 | Fotos hochladen                |
| Garten                                 | Staden, hinter Nr. 144 Lage                 | 1779                                | ummauerte Gartenanlage, spätbarockes Gartenhaus, bezeichnet 1779 | BW                             |
| Bilzinger Mordkreuz                    | westlich der Stadt inmitten des Waldes Lage | 1746                                | auch Brautkreuz; Schaftbildstock, bezeichnet 1746 | weitere Bilder Fotos hochladen |

## Beurig

### Denkmalzonen
| Bezeichnung                 | Lage                                                                  | Baujahr                 | Beschreibung | Bild |
| --------------------------- | --------------------------------------------------------------------- | ----------------------- | --- | ---- |
| Denkmalzone Ortskern Beurig | Hauptstraße 40–50, Kirchstraße 4, 5, Klosterstraße 41, 43–49, 51 Lage | 17. und 18. Jahrhundert | kennzeichnendes Ortsbild an der Kreuzung von Hauptstraße mit Kirch- und Klosterstraße mit Bauten des späten 17., frühen und späten 18. Jahrhunderts, überwiegend giebelständige Handwerkerhäuser | BW   |

### Einzeldenkmäler
| Bezeichnung                               | Lage                                                                     | Baujahr                   | Beschreibung | Bild                           |
| ----------------------------------------- | ------------------------------------------------------------------------ | ------------------------- | --- | ------------------------------ |
| Villa                                     | Bahnhofstraße 3 Lage                                                     | 1898                      | historistische Winzervilla, 1898, Architekt Carl Schlück                                                        | BW                             |
| Bahnhof Saarburg                          | Bahnhofstraße 9 Lage                                                     | 1862                      | Stationsgebäude der Saarstrecke; dreigliedriger spätklassizistischer Sandsteinquaderbau, 1862, Erweiterung 1914 | weitere Bilder Fotos hochladen |
| Weingut                                   | Brückenstraße 1 Lage                                                     | 18. Jahrhundert           | Weingut, Neurenaissance, 18. Jahrhundert, Umbau im 19. Jahrhundert; Gerberhaus 19. Jahrhundert                  | Fotos hochladen                |
| Wohnhaus                                  | Brückenstraße 8 Lage                                                     | um 1902                   | Mansardwalmdachbau, um 1902, Architekt Karl Flacke                                                              | weitere Bilder Fotos hochladen |
| Wohnhaus                                  | Hauptstraße 2 Lage                                                       | 1856                      | neugotischer Walmdachbau, 1856                                                                                  | BW                             |
| Kreuzwegstation                           | Hauptstraße, bei Nr. 16b Lage                                            | 1677                      | Kreuzwegstation, bezeichnet 1677                                                                                | Fotos hochladen                |
| Bauerngarten                              | Hauptstraße, hinter Nr. 28 Lage                                          | 17. oder 18. Jahrhundert  | barocker Bauerngarten, Kreuzgarten mit Schiefermauer                                                            | BW                             |
| Wohnhaus                                  | Hauptstraße 34 Lage                                                      | 17. oder 18. Jahrhundert  | barockes Einhaus                                                                                                | BW                             |
| Wohnhaus                                  | Hauptstraße 37 Lage                                                      | 1902                      | historistischer Krüppelwalmdachbau, 1902                                                                        | BW                             |
| Wohnhaus                                  | Hauptstraße 41 Lage                                                      | 1716                      | barocker Krüppelwalmdachbau, bezeichnet 1716                                                                    | BW                             |
| Wohnhaus                                  | Hauptstraße 42 Lage                                                      | 1708                      | barocker Krüppelwalmdachbau, bezeichnet 1708                                                                    | BW                             |
| Franziskanerkloster                       | Hauptstraße 47/47a, Klosterstraße 49/51 Lage                             | 1614/18                   | ehemaliges Franziskanerkloster; Westflügel des ehemaligen Quadrums, 1614/18, Teilbau des Ostflügels, 1631       | BW                             |
| Quereinhaus                               | Hauptstraße 48 Lage                                                      | 1717                      | barockes Quereinhaus, bezeichnet 1717, Erweiterung 1839                                                         | BW                             |
| Katholische Pfarrkirche Mariä Heimsuchung | Hauptstraße 49/50 Lage                                                   | 1516                      | spätgotische zweischiffige Hallenkirche, 1516, Gnadenkapelle 1479                                               | weitere Bilder Fotos hochladen |
| Kriegerdenkmal                            | Hauptstraße, vor Nr. 49/50 Lage                                          | 1922                      | Kriegerdenkmal 1914/18, 1922                                                                                    | Fotos hochladen                |
| Kelterhaus                                | Im Taubhaus 5 Lage                                                       | um 1900                   | neubarockes Kelterhaus, um 1900                                                                                 | BW                             |
| Quereinhaus                               | Kammerforststraße 5 Lage                                                 | um 1880                   | Quereinhaus, um 1880                                                                                            | BW                             |
| Lourdeskapelle                            | Kammerforststraße, vor Nr. 16 Lage                                       | 1909                      | Wegekapelle, 1909                                                                                               | Fotos hochladen                |
| Wohnhaus                                  | Kirchstraße 5 Lage                                                       | 17. Jahrhundert           | Halbgiebelhaus, 17. Jahrhundert                                                                                 | BW                             |
| Alte Schule                               | Klosterstraße 40 Lage                                                    | 1888                      | Sandsteinbau, 1888                                                                                              | BW                             |
| Bildstock                                 | Klosterstraße, bei Nr. 41 Lage                                           | 1587                      | Kreuzigungsbildstock, bezeichnet 1587                                                                           | Fotos hochladen                |
| Klosterbrunnen                            | Klosterstraße, vor Nr. 50 Lage                                           | 18. Jahrhundert           | Klosterbrunnen, 18. Jahrhundert                                                                                 | BW                             |
| Kreuzwegstation                           | Ockfener Straße, bei Nr. 17 Lage                                         | 1729                      | Kreuzwegstation, bezeichnet 1729                                                                                | BW                             |
| Grangelskapelle                           | nördlich des Ortes beim Friedhof (Wiltinger Straße) Lage                 |                           | barocker Haubendachbau; Altarkreuz, bezeichnet 1663                                                             | BW                             |
| Grabmäler                                 | nördlich des Ortes auf dem Friedhof (Wiltinger Straße) Lage              | 1840 bis 1920             | Grabmäler Keller, Bodem, Kropp, Ronde, Wagner, Loren, Fischer-Jung, 1840 bis 1920                               | Fotos hochladen                |
| Hubertusquelle                            | südlich des Ortes im Kammerforst Lage                                    | 1870er Jahre              | Quellfassung, 1870er Jahre                                                                                      | Fotos hochladen                |
| Kriegerdenkmal                            | südöstlich des Ortes im Kammerforst an der Königsstraße nach Serrig Lage | Ende des 19. Jahrhunderts | Kriegergedächtnis 1871; Sandsteinobelisk                                                                        | Fotos hochladen                |

## Kahren

### Einzeldenkmäler
| Bezeichnung                           | Lage                                          | Baujahr                | Beschreibung                                                                                                  | Bild                           |
| ------------------------------------- | --------------------------------------------- | ---------------------- | --- | ------------------------------ |
| Katholische Filialkirche St. Matthias | Hostebergstraße 6 Lage                        | 1733                   | neugotischer Saalbau mit Querhaus, im Kern gotisch, Erweiterungen 1733, 1852 und 1913; im Kirchhof Steinaltar | weitere Bilder Fotos hochladen |
| Portal                                | Saargaustraße, an Nr. 13 Lage                 | 1859                   | Portal, bezeichnet 1859                                                                                       | BW                             |
| Brunnen                               | Saargaustraße, Ecke Am Brunnen Lage           | 19. Jahrhundert        | Dorfbrunnen, 19. Jahrhundert                                                                                  | Fotos hochladen                |
| Bürgerhaus                            | Talstraße 4 Lage                              | um 1850                | einklassiger Schulsaal, um 1850                                                                               | Fotos hochladen                |
| Geheimrat-Brügman-Turm                | nördlich des Ortes auf dem Hosteberg Lage     | 1911/12                | Wasserbehälter und Aussichtsturm, 1911/12                                                                     | weitere Bilder Fotos hochladen |
| Rotes Kreuz                           | nördlich des Ortes Lage                       | frühes 19. Jahrhundert | Pfeilerkreuz, frühes 19. Jahrhundert                                                                          | Fotos hochladen                |
| Wegekapelle                           | südöstlich des Ortes am Weg nach Trassem Lage | 1874                   | Nischenkapelle, bezeichnet 1874                                                                               | BW                             |

## Krutweiler

### Einzeldenkmäler
| Bezeichnung                                | Lage                   | Baujahr | Beschreibung                                           | Bild |
| ------------------------------------------ | ---------------------- | ------- | ------------------------------------------------------ | ---- |
| Quereinhaus                                | Kapellenstraße 9 Lage  | 1688    | Quereinhaus, bezeichnet 1688                           | BW   |
| Katholische Filialkirche Maria Himmelfahrt | Kapellenstraße 14 Lage | 1718    | barocker Saalbau, bezeichnet 1718; ummauerter Kirchhof | BW   |

## Niederleuken

### Denkmalzonen
| Bezeichnung                    | Lage                            | Baujahr                  | Beschreibung                                                  | Bild |
| ------------------------------ | ------------------------------- | ------------------------ | ------------------------------------------------------------- | ---- |
| Denkmalzone Jüdischer Friedhof | Erdenbach, oberhalb Nr. 15 Lage | 17. oder 18. Jahrhundert | umfriedetes winkelförmiges Areal, wenige erhaltene Grabsteine | BW   |

### Einzeldenkmäler
| Bezeichnung                               | Lage                                 | Baujahr | Beschreibung                                                                                      | Bild            |
| ----------------------------------------- | ------------------------------------ | ------- | ------------------------------------------------------------------------------------------------- | --------------- |
| Kriegerehrenmal                           | Am Ehrenmal, neben dem Friedhof Lage | 1932    | expressionistische Pfeilerrotunde, eingefasst mit Bäumen, umfriedet von Hecken und Pfeilern, 1932 | Fotos hochladen |
| Katholische Filialkirche St. Bartholomäus | Am Ehrenmal 7 Lage                   | 1953    | Bruchstein-Saalbau mit mächtigem Chorturm, 1953, Architekt Heinrich Otto Vogel; Wegekreuz, 1787   | Fotos hochladen |